# Juan de Sajonia

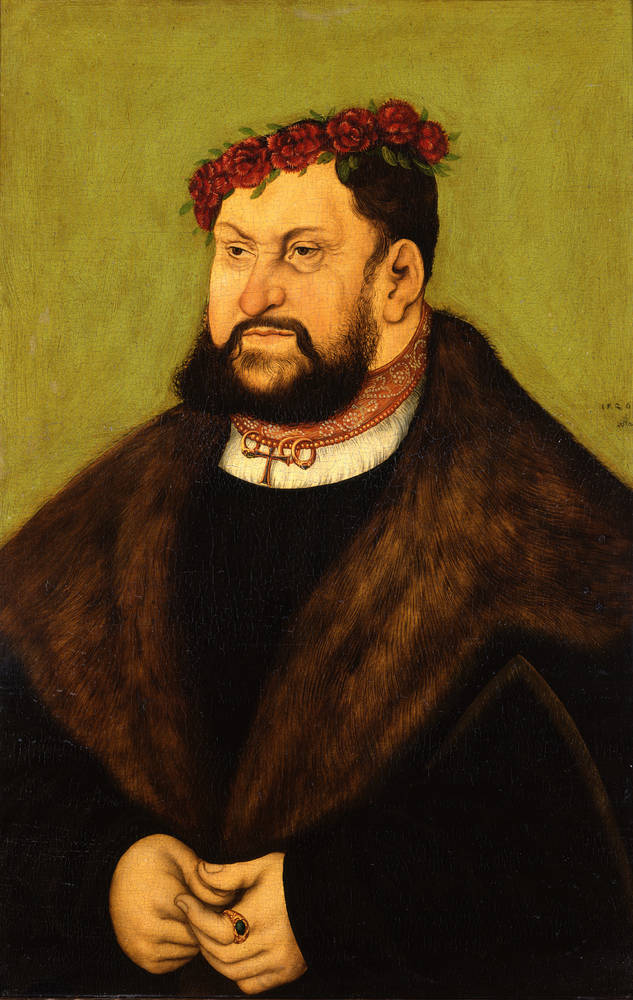
Juan de Sajonia.

Juan el Constante (en alemán: Johann der Beständige; Meissen, 30 de junio de 1468 - Schweinitz, 16 de agosto de 1532) fue Elector de Sajonia (1525-1532), Duque de Sajonia-Wittenberg (1525-1532) y Landgrave de Turingia (1525-1532).

## Biografía
Hijo del Elector Ernesto de Sajonia y de Isabel de Baviera (hija de Alberto III Wittelsbach, Duque de Baviera).
Sucesor de Federico III en el Electorado de Sajonia, estuvo asociado a su hermano desde 1488 y, tras la muerte de este último en 1525, gobernó en solitario. Continuó la política de Federico en la defensa de Martín Lutero y la Reforma. En 1527 fundó la Iglesia Evangélica-Luterana de Sajonia (Evangelisch-Lutherische Landeskirche), de la cual el propio elector Juan se erige en el primer obispo supremo (oberster Bischof).

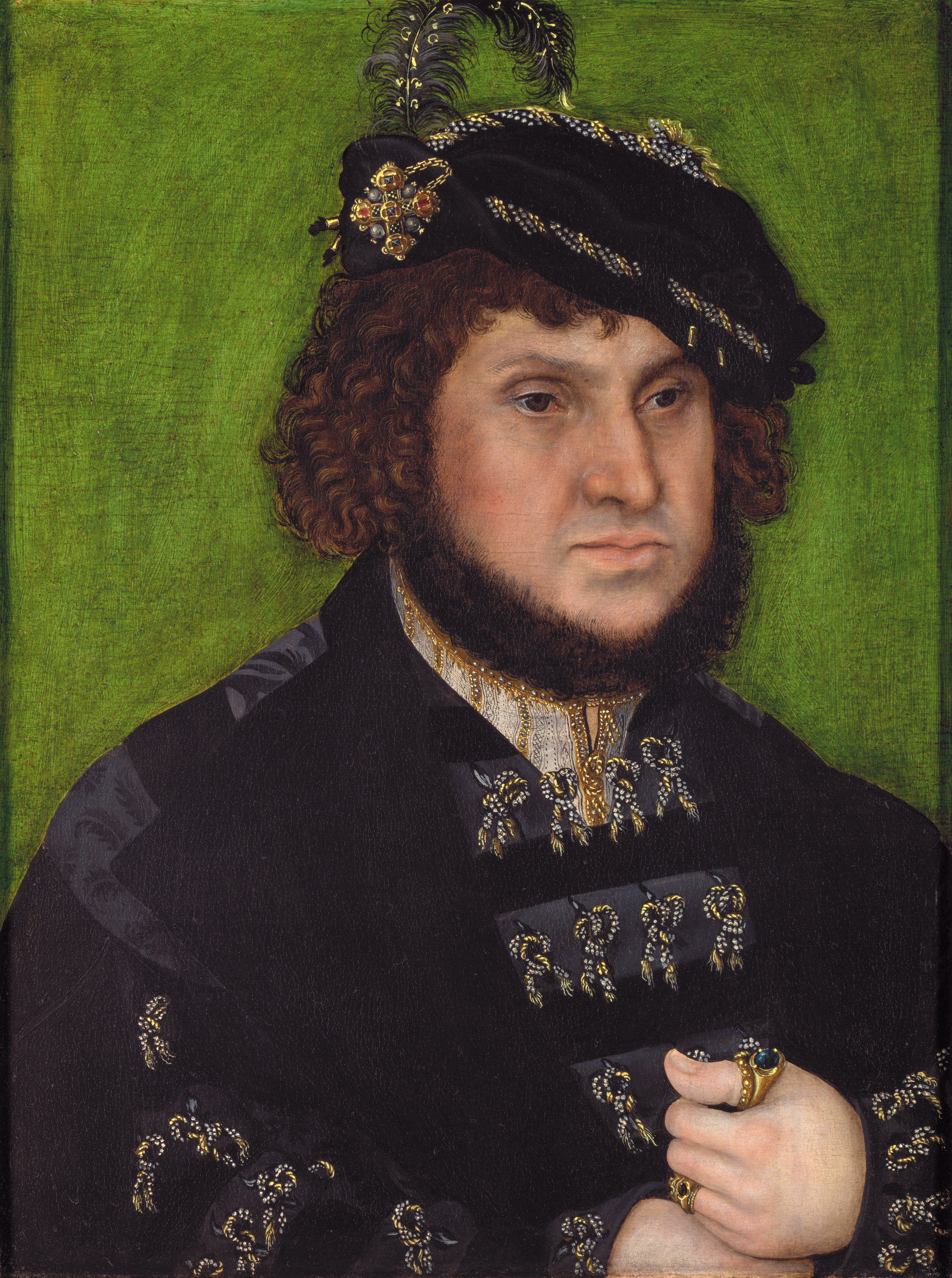
Juan el Constante en 1509 por Lucas Cranach el Viejo.

Entró en la Liga de Torgau y fue el autor (abril de 1529), junto con el Landgrave de Hesse, Felipe I de Hesse, de la Protesta de Espira ante el Emperador Carlos V, a raíz de la cual se empleó el término protestante. En 1530, también con Felipe de Hesse organizó la Liga de Esmalcalda con el objeto de defender a las iglesias protestantes de los ataques del emperador Carlos V. En 1531 se forma la liga con la adhesión de los Estados de Sajonia-Anhalt, Bremen, Brunswick-Luneburgo, Magdeburgo, Mansfeld, Estrasburgo y Ulm. La liga forma un ejército de 10 000 hombres y más de 2000 caballeros para defender los territorios protestantes de las tropas imperiales.
Murió tras ocho años de gobierno, dejando a su hijo Juan Federico I como campeón de la Reforma y en plena ruptura entre el emperador y los Estados protestantes. Fue enterrado junto a su hermano en la Iglesia del Castillo de Wittenberg.

## Matrimonio e hijos
Se casó en Torgau el 1 de marzo de 1500, en primer lugar con  Sofía de Mecklemburgo-Schwerin, hija de Magnus II de Mecklemburgo Tuvieron un hijo:
1. Juan Federico I (Torgau, 30 de junio de 1503 - Weimar, 3 de marzo de 1554).

En Torgau, el 13 de noviembre de 1513 Juan se casó en segundo lugar con Margarita de Anhalt-Köthen. Tuvieron cuatro hijos:
1. María (Weimar, 15 de diciembre de 1515 - Wolgast, 7 de enero de 1583), se casó el 27 de febrero de 1536 con el duque Felipe I de Pomerania
2. Margarita (Zwickau, 25 de abril de 1518 -. Rümlingen, Suiza, 10 de marzo de 1545), se casó el 10 de junio de 1536 con Hans Buser, Barón de Liestal.
3. Juan (Weimar, 26 de septiembre de 1519)
4. Juan Ernesto de Sajonia-Coburgo (Coburgo, 10 de mayo de 1521 - Coburgo 8 de febrero de 1553).